# تدريب تدريجي

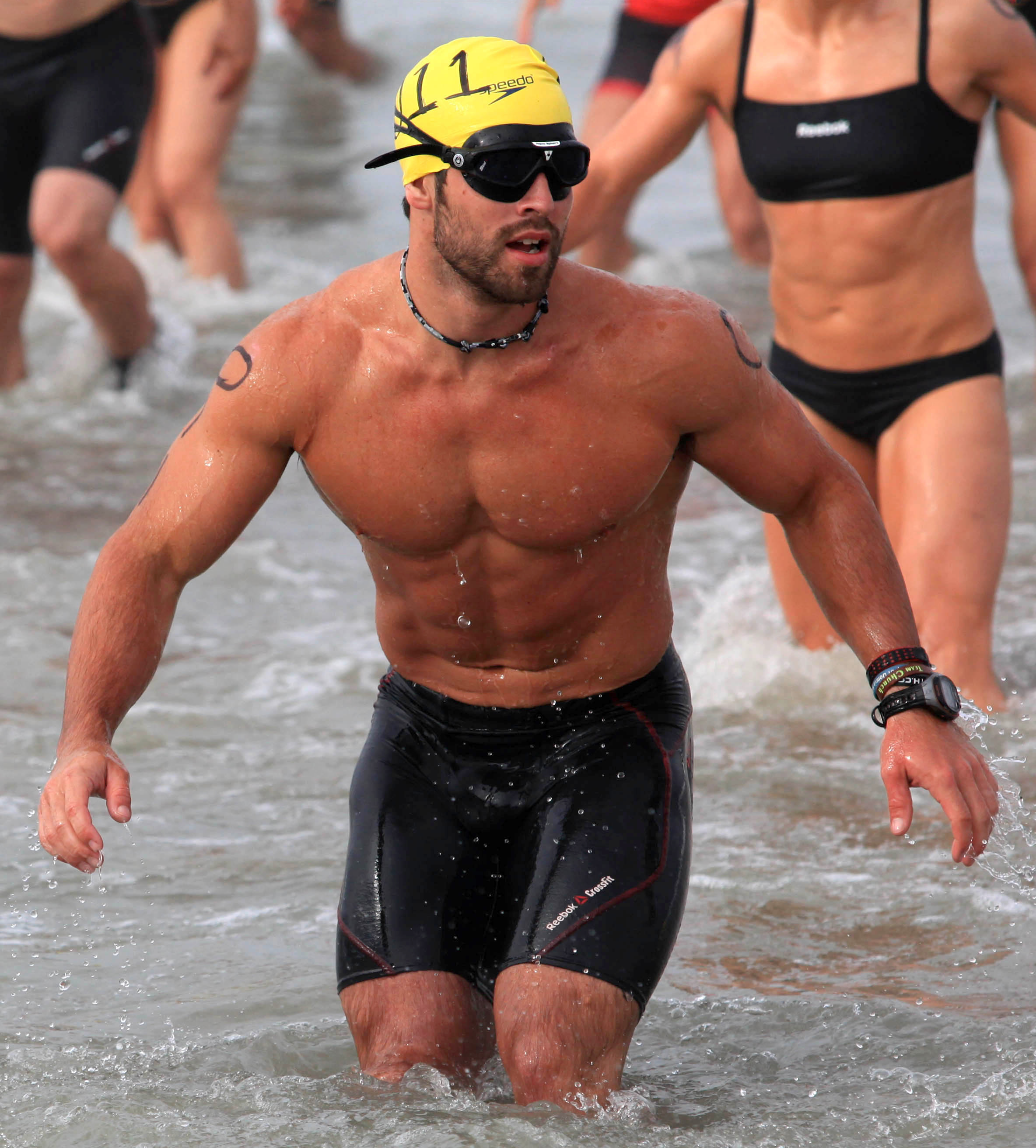
اللياقة البدنية يمكن اكتسابها بالتدريب الرياضي.

تدريب تدريجي (بالإنجليزية: Incremental exercise)‏ هو تدريب جسماني تزداد شدته مع الوقت.
ويوجد اختبارللتدريب التدريجي IET ويتم فيه تعيين بعض المتغيرات. وهي تتكون من معدل بدء التدريب، ومعدل تدريب الفترة، وتتابع التدريب، وزمن كل تتابع. يمكن تغيير تلك الاحداثيات حتى تتناسب مع الغرض من برنامج التدريب أو لكي تتناسب مع امكانيات الشخص.
 يعتبر التدريب التدريجي بصفة عامة طريقة مناسبة للتعرف على معلومات مفيدة للصحة.
يستخدم التدريب التدريجي بكثرة خلال فحوصات اللياقة البدنية مثل فحص يو يو أو ما يسمى بيب تست beep test. وهذا البيب تست هو عبارة عن اختبار لياقة بدنية متعدد المراحل، مثل الجري 20 متر ذهابا وإيابا بسرعة حتى ينقطع نفس الشخص، وهذا يستخدم لتعيين الحجم الأقصى للأكسجين. في هذا الاختبار يتم تعيين عدد اللفات التي اداها الرياضي.
مع تقدم التدريب يقصر زمن قطع المسافة 20 متر.

## التأثيرات في الجسم
تبين النتائج العملية أنه لدى شخص يقوم بتدريب تدريجي عند درجة شدة 70% إلى 80% من شدة تحمله VO2 max فإنه يؤدي ذلك بمعدل أعلى عما يكتسبه من أداء تدريب لمدة 30 دقيقة عند استخدام ثقل ثابت. هذا يعني أن شدة التدريب تختلف للتدريب التدريجي عن تدريب متساو أقل من الشدة القصوى. وتبين النتيجة أن استفادة الجسم (تزايد اللياقة) من التدريب التدريجي تكون أكبر عن تلك التدريبات التي تبقى تحت الشدة القصوى بنسبة كبيرة.

### مساهمات إتاحة الطاقة
أكتشفت مجموعة من الباحثين في البرازيل أن نظام إنتاج الطاقة في الجسم المستغل للهواء (أي في وجود الأكسجين) تغلب خلال أداء التدريب التدريجي IET، حيث تقوم بنحو 86% - 95% في أنتاج الطاقة أثناء التمرن. نظام الجسم لإنتاج الطاقة المعتمد على مخزون الجلايكوجين (كربوهيدرات جسمي) تشارك بنصيب بين 5% - 14% في إنتاج الطاقة، وبهذا يعتبر دورها ثانوي في حالة التدريب التدريجي. تلك الحالة ينّ مي،
. فمن أين يأتي إنتاج الجسم للطاقة أثناء الحركة؟ والجواب على ذلك معروف من أن اسهلاك الدهون المخزونة في الخلايا الدهنية هي التي تزود الجسم بالطاقة (أنظر اتاحة الطاقة) على المدى الطويل.

### عتبة لاكتات
أثناء التدريب التدريجي تتزايد عتبة اللكتات. واللكتات هي حمض اللبنيك الذي يزداد تركيزه في الدم مع مزاولة الحركة عندما يتم عتمد الجسم على اكتساب الطاقة بطريقة لاهوائية من الجلايكوجين المخزون (كربوهيدرات جسمية). المستوى العادي للكتات في الدم تبلغ في المتوسط 2 مليمول/لتر، ولكن بمزاولة الشغل أو التدريب يرتفع تركيز اللكتات في الدم ويصل إلى 3 ملي مول/لتر. عند هذا المجهود المتوسط يستطيع الجسم اكتساب الطاقة أيضا من استهلاك اللكتات إلى جانب استهلاكه للكربوهيدرات. ويمكن للجسم احداث توازن بين إنتاج اللكتات واستهلاكها أثناء بذل المجهود. فطالما كان هذا التوازن موجودا فلا يحدث تزايدا في تركيز اللكتات في الدم عن 3 مليمول/لتر. ويكثر وصف الأطباء لكبار السن والرياضيين المحترفين مزاولة التدريب التدريجي؛ وبصفة خاصة مجهود حتى عتبة اللكتات الأولى VT1 للكبار والعتبة الثانية للتنفس VT2 للرياضيين المحترفين.
عتبة اللكتات أو العتبة التنفسية Ventillatory threshold هي نقطة الانتقال التي ينتقل عندها إنتاج طاقة الجسم المتزايد بواسطة الهواء (حرق الكلايكوجين بالأكسجين) إلى جانب إنتاج الطاقة لاهوائيا. استغلال الجسم للكتات في إنتاج الطاقة لاهوائيا يزيد أيضا من حموضة الدم، فإذا زاد تركيز اللكتات في الدم عند الكبار في السن أو عند الشخص الغير متدرب أثناء قيامه بمجهود عن 3 ملي مول / لتر فإنه سرعان ما يفقد قدرته على الحركة ويشعر بالتعب.
}}
بالنسبة للرياضي فهو يؤقلم جسمه بالتدريب الرياضي على استغلال متزايد في إنتاج الطاقة متوازنا من اللكتات والجلايموجين بحيث تزداد عتبة اللكتات إلى 4 ملي مول/لتر في لدم أو اعلى من ذلك قليلا؛ تلك هي العتبة التنفسية الثانية VT2. باستمرار بذل المجهود يضيع التوازن بين إنتاج اللكتات واستهلاكها ويبدا تركيز اللكتات في الدم يعلو، وفي نقس الوقت تزداد حموضة الدم ويبدأ الجسم في فقدان قدرته على مواصلة بذل المجهود ويشعر بالتعب ويتوقف عن الحركة.
لهذا يحافظ عداء الماراثون أثناء مضماره على أن يجري بالسرعة الملائمة التي تمرن عليها سابقا ليكون التوازن في إنتاج اللكتات واستهلاكها موجودا، وقرب نهاية السباق، مثلا بثلاثة دقائق يستطيع زيادة سرعته حتى خط النهاية، وبعدها يحتاج الراحة - ومنهم من يلقي بنفسه على الأرض من الإعياء.

#### لمحة عن اتاحة الطاقة
إن للجسم مصادر مختلفة لإنتاج طاقة حركته وهي تعمل في توازن فيما بينها، تحريك العضلات يتم بواسطة ATP فجزيئاته هي المحرك الأساسي للعضلات، وهو تتكون أثناء الأيض من الغذاء وتختزن في خلايا الجسم لإمدادها بالطاقة وهو يشغل خلايا العضلات. تبدأ الحركة باستهلاك لجزء من الـ ATP، وما يستهلك منه أثناء بذل مجهود تعوضه جزيئات فوسفات الكرياتين على الفور ويلعب الكرياتين فوسفات أيضا دورا في إنتاج الطاقة، ولكنها لفترة محدودة (نحو 3 دقائق). ثم يبدأ الجسم باستغلال مخزونه من الجلايكوجين وهذا الجلايكوجين المخزون في العضلات وفي الكبد يمكنه إنتاج الطاقة بالاحتراق بالأكسجين الذي نتنفسه. جزء من الجلاكوجين لا يتأكسد بالأكسجين وانما ينتج الطاقة لا هوائيا؛ وينتج من توفير الطاقة هذا اللاهوائي اللكتات المشروحة أعلاه. للقيام بمجهود يستغرق ساعتين أو ثلاث تستخدم الجسم بعد فترة قصيرة من بدء العمل (ثلاثة دقائق مثلا) من الاعتماد المتزايد على الاستهلاك الجلايكوجين. ولكن الجسم يستهلك في نفس الوقت مخزونه من الدهن أيضا. بعد نصف ساعة إلى ثلثي ساعة من بدء الشغل يقلل الجسم استهلاكه من الجلايكوجين (حيث أن الجلايكوجين يمد الدماغ والكلي وكرات الدم الحمراء بالجلوكوز فهذه تعتمد على الجلوكوز للقيام بوظائفها.) بعد نحو 40 دقيقة من بدأ العمل يكون إنتاج الجسم لطاقة حركته معتمدة بنسبة 90% على حرق الدهون المخزونة، ووبواسطتها يستطيع الجسم أداء الشغل وبذل المجهود أياما وشهورا (فمخزون الجسم من الدهن يصل من 15 كيلوجرام للشخص النحيف إلى 85 كيلوجرام أو أكثر للشخص البدين.)

## الطرق وتخطيط التمرين
تزوجد عدة طرق للتدريب التدريجي التي تساعد على تنمية اللياقة البدنية ريدا رويدا. فمنها ما يشمل اختبار اللياقة البدنية ومنها ما ينتمي إلى اختبار تحت مستوى أقل من الشدة العظمى، ويسمى أحيانا «اختبار يويو» YoYo test.
يستخدم التدريب التدريجي أيضا لتعيين نتائج تدريب شديد. هناك نوع من التدريب التدريجي يشمل تعيين شدة التدريب بواسطة ما يسمى «اختبار الكلام»Talk Test. اختبار الكلام هذا هو اختبار تدريب تدريجي اقل من الشدة العظمى ويجعل مزاول التدريب التعرف على مستوى شدة التدريب. أي أن المتدرب يساعد نفسه بنفسه بمعرفة إذا كان التدريب يتم عند معدل نبض القلب المناسب وشدة التدريب المناسبة عن طريق امكانيته على الكلام بحيث ينطق جملة كاملة - من دون تقطع - أثناء التمرين. كما أن طريقة تقدير شدة التدريب حينما تكون رغبة مزاول التدريب في الإستمرار وإنما بخفض شدة التدريب بسبب التعب.
تلك الطريقة للتدريب التدريجي تعتمد عل اختيار الشدة المناسبة (مثل طلوع السلم أثناء حمل أثقال)، على أن يداوم التدريب طالما يستطيع الكلام أو يستطيع نطق جملة كاملة بلا تعثر بسبب «انقطاع النفس». فعندما يصل مزاول التدريب إلى نقطة عدم امكانه الكلام بسبب نقص الأكسجين في دمه، فهذا يدل على أن الشخص قد وصل إلى مرحلة زائدة في الشدة وأصبح محتاجا إلى خفض شدة التدريب.